# Air Belgium
Air Belgium S.A. fue una aerolínea chárter y de carga con sede en Mont-Saint-Guibert (Bélgica) y sede en el aeropuerto de Bruselas.

## Historia
En el verano de 2016, la compañía fue fundada con el CEO Niky Terzakis, quien anteriormente trabajó para ASL Airlines Belgium. La intención era conectar Bélgica con destinos en Hong Kong, Pekín, Shanghái, Xi'an, Wuhan, Zhengzhou y Taiwán desde su base en el Aeropuerto de Charleroi Bruselas Sur. El primer vuelo de Bruselas a Hong Kong estaba previsto para octubre de 2017, sin embargo, se retrasó porque la aerolínea no tenía un certificado de operador aéreo (AOC). En diciembre de 2017, Air Belgium anunció que el primer vuelo se realizará en marzo de 2018 desde el aeropuerto de Bruselas Sur Charleroi en lugar del aeropuerto de Bruselas debido a las tarifas aeroportuarias más bajas y la fácil accesibilidad.
El 14 de marzo de 2018, se anunció que la aerolínea había recibido su Certificado de Operador Aéreo de la autoridad de aviación civil belga y planeaba comenzar a operar vuelos regulares a partir de abril. El 29 de marzo de 2018, la aerolínea realizó su primer servicio de ingresos operando su Airbus A340-300 con librea de Air Belgium en nombre de Surinam Airways desde Ámsterdam a Paramaribo.  El 25 de abril de 2018, la aerolínea anunció un retraso en su vuelo inaugural a Hong Kong del 30 de abril al 3 de junio de 2018 debido a que no tenía derecho a operar en el espacio aéreo ruso.
El 30 de enero de 2021, Air Belgium anunció que los vuelos de carga comenzarían con cuatro Airbus A330-200F con base en el aeropuerto de Lieja, en nombre de CMA CGM, que está adquiriendo los fuselajes y contratando a Air Belgium para operarlos. El 1 de julio de 2021, Air Belgium anunció que agregaría dos aviones Airbus A330-900 a su flota y operaría servicios entre el aeropuerto de Bruselas y Mauricio a partir del 15 de octubre de 2021.

## Flota

### Flota actual
Air Belgium opera los siguientes aviones:
| Aeronaves       | En servicio | Pedidos | Pasajeros                                        | Pasajeros                                        | Pasajeros                                        | Pasajeros                                        | Matrículas                                       | Antigüedad                                       |
| Aeronaves       | En servicio | Pedidos | C                                                | Y+                                               | Y                                                | Total                                            | Matrículas                                       | Antigüedad                                       |
| --------------- | ----------- | ------- | ------------------------------------------------ | ------------------------------------------------ | ------------------------------------------------ | ------------------------------------------------ | ------------------------------------------------ | ------------------------------------------------ |
| Airbus A330-200 | 2           | —       | 22                                               | —                                                | 240                                              | 262                                              | OE-LAC                                           | 10,4 años                                        |
| Airbus A330-200 | 2           | —       | 22                                               | —                                                | 240                                              | 262                                              | OE-LCL                                           | 10,1 años                                        |
| Airbus A330-900 | 1           | —       | 30                                               | 21                                               | 235                                              | 286                                              | OO-ABF                                           | 5,2 años                                         |
| Total           | 3           | —       | Edad media de la flota (mayo de 2024): 8,6 años. | Edad media de la flota (mayo de 2024): 8,6 años. | Edad media de la flota (mayo de 2024): 8,6 años. | Edad media de la flota (mayo de 2024): 8,6 años. | Edad media de la flota (mayo de 2024): 8,6 años. | Edad media de la flota (mayo de 2024): 8,6 años. |

| Aeronaves           | En servicio | Pedidos | Configuración                                     | Matrículas                                        | Antigüedad                                        | Notas                                             |
| ------------------- | ----------- | ------- | ------------------------------------------------- | ------------------------------------------------- | ------------------------------------------------- | ------------------------------------------------- |
| Airbus A330-200F    | 1           | —       | Cargo                                             | OE-LAJ                                            | 18,4 años                                         | Operado por CMA CGM Air Cargo                     |
| Airbus A330-200/P2F | 1           | —       | Cargo                                             | OE-LAL                                            | 17,1 años                                         | Operado por Hongyuan Group                        |
| Boeing 747-8F       | 2           | —       | Carga                                             | OE-LFC                                            | 11,3 años                                         | Operado por Hongyuan Group                        |
| Boeing 747-8F       | 2           | —       | Carga                                             | OE-LFD                                            | 11,1 años                                         | Operado por Hongyuan Group                        |
| Total               | 4           | —       | Edad media de la flota (mayo de 2024): 14,5 años. | Edad media de la flota (mayo de 2024): 14,5 años. | Edad media de la flota (mayo de 2024): 14,5 años. | Edad media de la flota (mayo de 2024): 14,5 años. |

### Flota histórica
La aerolínea operaba anteriormente los siguientes aviones:
| Aeronave        | Total | Introducido | Retirado | Matrículas                      |
| --------------- | ----- | ----------- | -------- | ------------------------------- |
| Airbus A340-300 | 4     | 2018        | 2022     | OO-ABA, OO-ABB, OO-ABD y OO-ABE |